# The World Won’t Listen
Albums de The Smiths
The Queen Is Dead
(1986) Louder Than Bombs
(1987)
The World Won't Listen est une compilation du groupe The Smiths sorti le 23 février 1987, qui regroupe essentiellement les singles parus en 1985 et 1986 avec leurs face B.

## Titres
Tous les textes sont de Morrissey, les musiques de Johnny Marr
Face A
1. Panic
2. Ask
3. London
4. Bigmouth Strikes Again
5. Shakespeare's Sister
6. There is a Light That Never Goes Out
7. Shoplifters of the World Unite
8. The Boy With the Thorn in His Side

Face B
1. Asleep
2. Unloveable
3. Half a Person
4. Stretch Out and Wait
5. That Joke Isn't Funny Anymore
6. Oscillate Wildly
7. You've Just Haven't Earned It Yet Baby
8. Rubber Ring